# Sieggraben
Sieggraben (węg. Szikra, burg.-chorw. Sigrob) – gmina w Austrii, w kraju związkowym Burgenland, w powiecie Mattersburg. Liczy 1,24 tys. mieszkańców (1 stycznia 2014).